# José María Codesal
José Maria Codesal (1927. október 20. – 1979. december 13.) uruguayi nemzetközi labdarúgó-játékvezető.

## Pályafutása

### Nemzeti játékvezetés
Az I. Liga játékvezetőjeként 1966-ban vonult vissza.

### Nemzetközi játékvezetés
Az Uruguayi labdarúgó-szövetség Játékvezető Bizottsága (JB) terjesztette fel nemzetközi játékvezetőnek, a Nemzetközi Labdarúgó-szövetség (FIFA) 1954-től tartotta nyilván bírói keretében. A FIFA JB központi nyelvei közül a spanyolt beszélte. Több nemzetek közötti válogatott és klubmérkőzést vezetett, vagy működő társának partbíróként segített. Az aktív nemzetközi játékvezetéstől 1966-ban búcsúzott.

#### Labdarúgó-világbajnokság
A világbajnoki döntőhöz vezető úton Svédországba a VI., az 1958-as labdarúgó-világbajnokságra és Angliába a VIII., az 1966-os labdarúgó-világbajnokságra a FIFA JB bíróként alkalmazta. A FIFA elvárásának megfelelően, ha nem vezetett, akkor valamelyik működő társának segített partbíróként. 1958-ban három csoportmérkőzésen (közötte a Magyarország–Mexikó valamint a rájátszásban a Magyarország–Wales) volt partbíró. A magyar mérkőzéseken első számú pozícióba osztották, játékvezetői sérülés esetén továbbvezethette volna a találkozót. Nyolc évvel később, 1966-ban egy csoportmérkőzésen, az egyik nyolcaddöntőn illetve az egyik negyeddöntőn volt egyes számú partbíró. Világbajnokságokon vezetett mérkőzéseinek száma: 2 + 6 (partbíró).

##### 1958-as labdarúgó-világbajnokság

###### Világbajnoki mérkőzés
| Időpont         | Helyszín                      | Mérkőzés típusa              | Mérkőzés           | Eredmény | Nézők száma |
| --------------- | ----------------------------- | ---------------------------- | ------------------ | -------- | ----------- |
| 1958. június 8. | Jernvallen Stadion, Sandviken | csoportmérkőzés (3. csoport) | Magyarország–Wales | 1 : 1    | 20 000      |

##### 1962-es labdarúgó-világbajnokság

###### Selejtező mérkőzés
| Időpont             | Helyszín                  | Mérkőzés típusa            | Mérkőzés      | Eredmény |
| ------------------- | ------------------------- | -------------------------- | ------------- | -------- |
| 1965. augusztus 22. | Nemzeti Stadion, Santiago | CONMEBOL zóna (2. csoport) | Chile–Ecuador | 3 : 1    |

###### Világbajnoki mérkőzés
| Időpont          | Helyszín                         | Mérkőzés típusa              | Mérkőzés            | Eredmény | Nézők száma |
| ---------------- | -------------------------------- | ---------------------------- | ------------------- | -------- | ----------- |
| 1966. július 16. | Old Trafford Stadion, Manchester | csoportmérkőzés (C. csoport) | Portugália–Bulgária | 3 : 0    | 26 000      |

#### Nemzetközi kupamérkőzések
Vezetett kupadöntők száma: 1.

##### Copa Libertadores
| Időpont         | Helyszín                         | Mérkőzés típusa        | Mérkőzés                  | Eredmény | Nézők száma |
| --------------- | -------------------------------- | ---------------------- | ------------------------- | -------- | ----------- |
| 1966. május 18. | Monumental Stadion, Buenos Aires | döntő második mérkőzés | CA River Plate–CA Peñarol | 3 : 2    | 60 000      |

## Sportvezetőként
Aktív játékvezetői pályafutását befejezve az uruguayi Játékvezető Bizottság játékvezető oktatója, mentora, ellenőre. 1974-ben a CONMEBOL Játékvezető Bizottság (JB) elnöke.